# Hypagoptera rufeola
Hypagoptera rufeola là một loài bướm đêm thuộc phân họ Arctiinae, họ Erebidae.